# Želva lemovaná
Želva lemovaná (Cuora flavomarginata), je druhem rodu Cuora a patří mezi želvy sladkovodní. Jméno želvy C. flavomarginata souvisí se schopností posunout plastron na okraj karapaxu, což je umožněno vazy, které spojují karapax a plastron.

## Popis
Má vysoce klenutý krunýř. Karapax a plastron má tmavě hnědé barvy kromě krémově žlutého pruhu na obratlovém kýlu. Okraj plastronu je lehce světleji pigmentovaný kvůli okrajovým štítkům. Končetiny mají hnědou barvu. Horní část hlavy je světle zelená, po stranách hlavy je žlutá široká linka začínající za okem. Pokožka na hlavě a mezi končetinami má světlejší růžovou barvu. Na předních tlapkách mají pět drápů, na zadních čtyři.
Samce a samicem lze rozlišit jen obtížně. Samci mají větší ocas, který má téměř trojúhelníkový tvar.

## Potrava
Patří mezi všežravce. Živí se žížalami, larvami, hlemýždi, slimáky, drobnými rybkami, ale i ovocem a zeleninou. Listovou zeleninu ignorují.

## Reprodukce
Tento druh se křížil s želvou japonskou (Mauremys japonica) v zajetí a s želvou okinavskou (Geoemyda japonica) v zajetí i ve volné přírodě.

## Výskyt
Nachází se ve střední Číně (Chu-nan, Che-nan, An-chuej, Chu-pej, Čchung-čching, východní S’-čchuan, Če-ťiang a provincii Ťiang-su) zpravidla v okolí odvodňovacích kanálů řeky Jang-c’-ťiang. Žije také na Tchaj-wanu a v Japonsku, konkrétně na ostrovech Rjúkjú, Ishigaki a Iriomote.